# Pays niçois
Le Pays niçois, ou pays de Nice, est une région naturelle de France, français depuis 1860, situé à l’extrémité sud-est de la France, au sud des Alpes et au bord de la mer Méditerranée, sur la rive gauche du Var.
Possession des comtes de Provence durant une partie du Moyen Âge, il appartint de 1388 à 1860 à la maison de Savoie (comté de Savoie, duché de Savoie puis États-Sardes) avec cependant une interruption française entre 1793 et 1814. Dans un premier temps appelé « terres neuves de Provence » par les nouveaux souverains de Savoie, c’est en 1526 que ce territoire prend le nom de comté de Nice. Il est annexé à la France en 1860 et constitue depuis lors, la partie orientale du département des Alpes-Maritimes, correspondant à peu près à l’arrondissement de Nice. De nos jours l'appellation Pays niçois est souvent employée pour désigner l’ancien comté de Nice et par extension l’ensemble du département des Alpes-Maritimes. Néanmoins, selon la définition du géographe Frédéric Zégierman, qui donne un « pays » un sens de terroir, le pays niçois, proche de la mer, se distingue des territoires montagneux des Préalpes de Nice que sont le Mercantour et de la Haute vallée du Var.

## Histoire

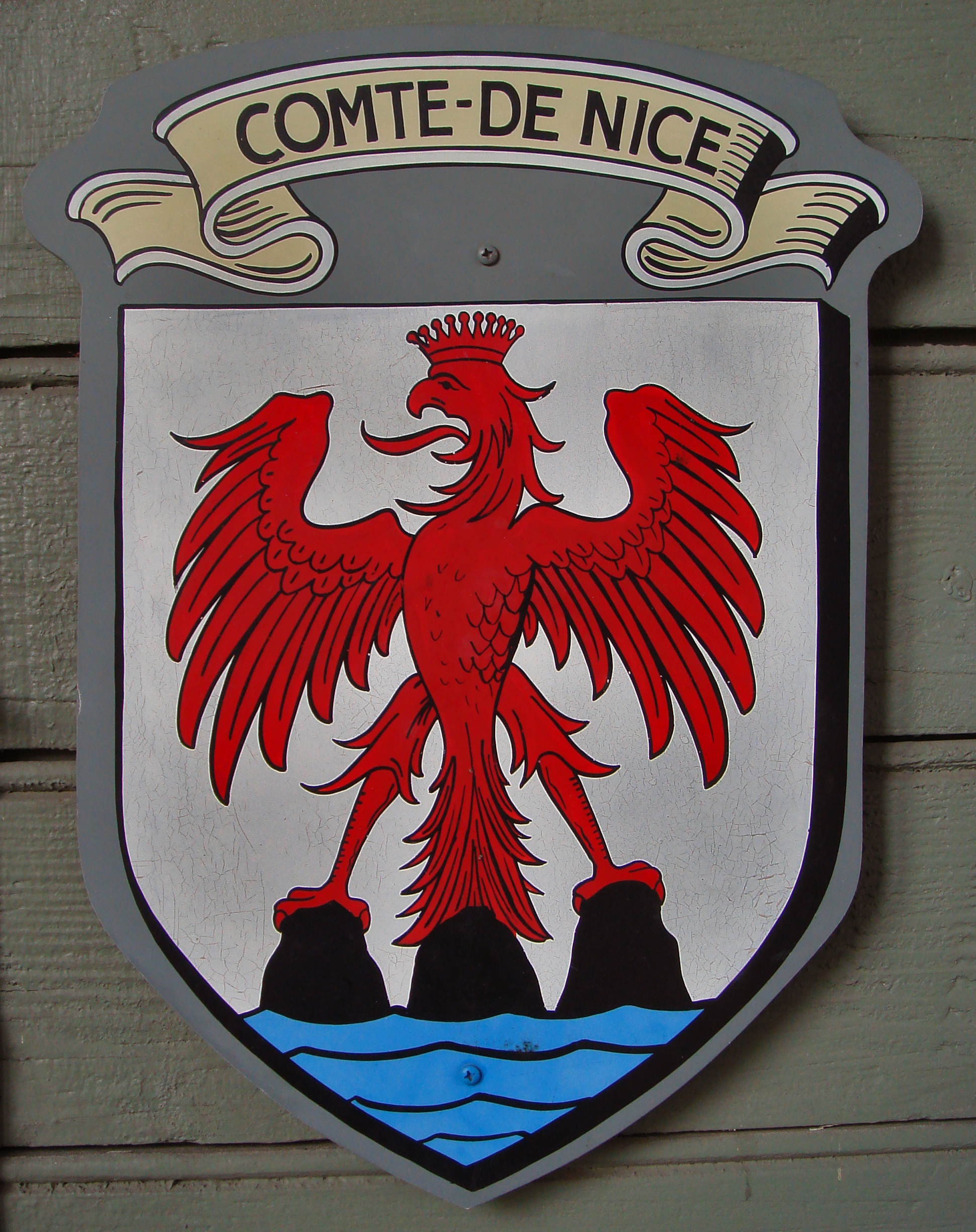
Les armoiries du Pays niçois.

Dès l’Empire romain, il s'inscrit dans la géographie de la péninsule Italienne avec comme frontière occidentale le fleuve du Var jusqu’à son rattachement au territoire français en 1860. Au cours des siècles, les chroniqueurs médiévaux le nomment Provence orientale puis de baillie d’Outre-Siagne, et en 1388, terres neuves de Provence pour devenir comté de Nice en 1526.

## Géographie

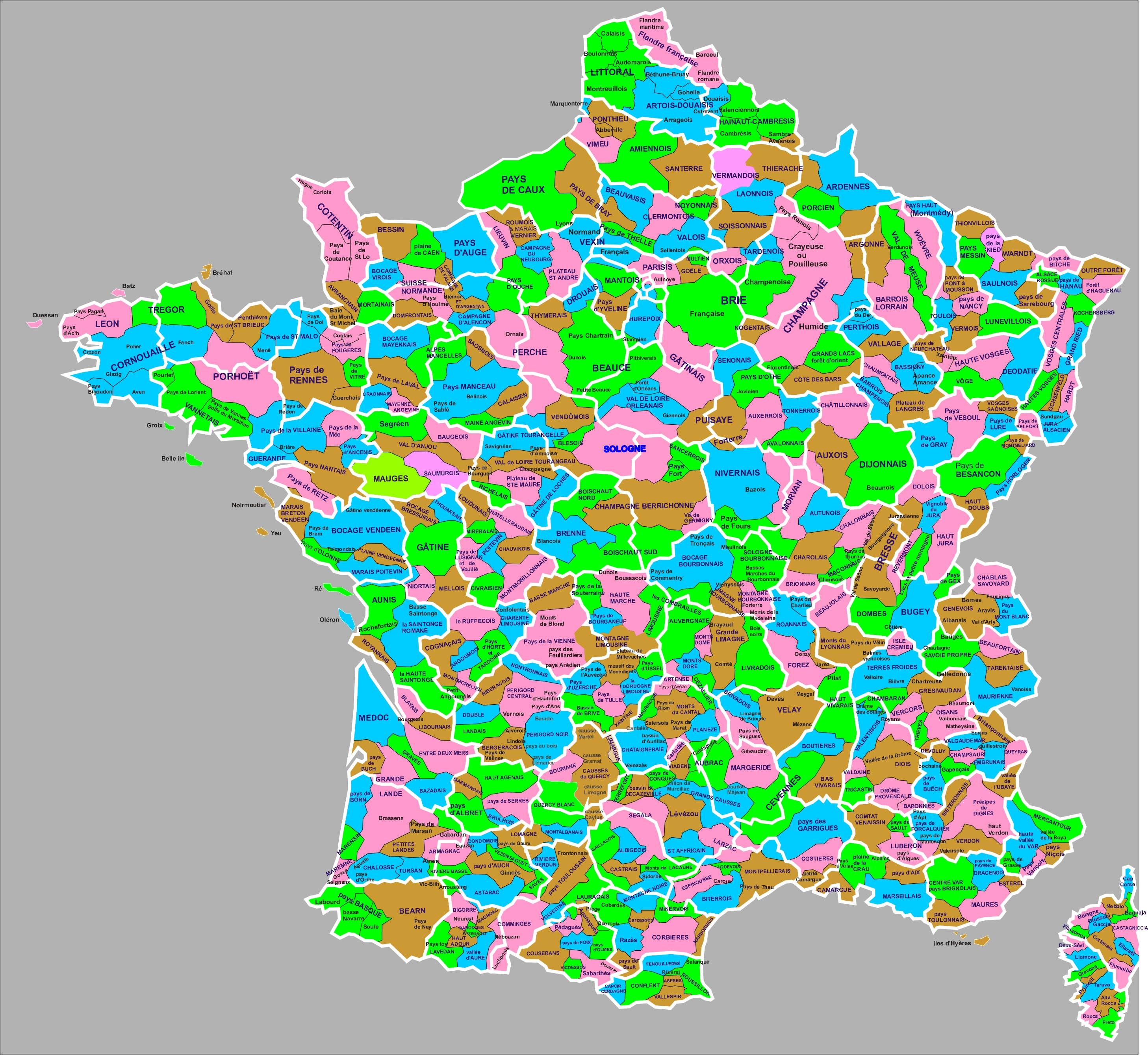
Carte des régions naturelles de France

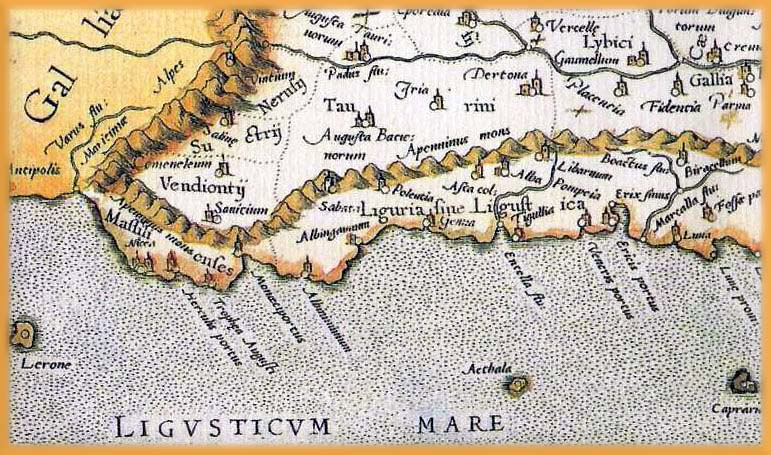
À l'extrême ouest, le Pays niçois dans la cartographie de la Renaissance.

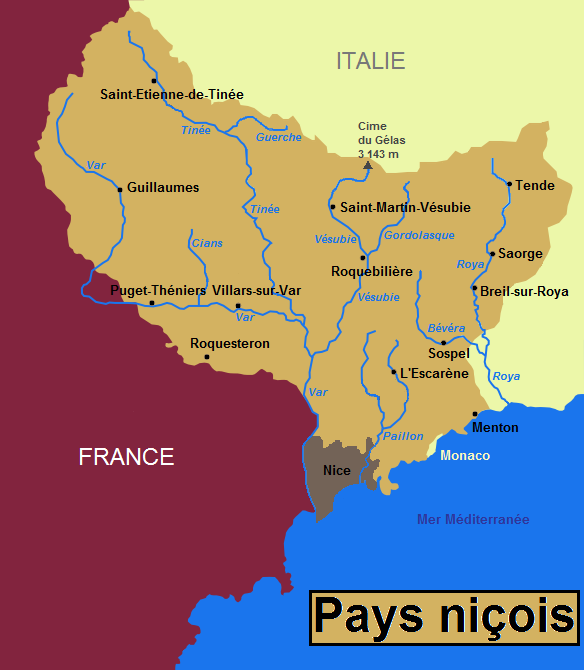
Carte du Pays niçois dans la définition la plus large correspondant à l'ancien Comté de Nice.

Au début de notre ère, les auteurs antiques comme Strabon et Pline l’Ancien donnent une première définition de l’espace géographique ou chorographique niçois. Nice est alors située en Ligurie, neuvième région de l’Italie romaine de l'empereur Auguste, avec comme frontières naturelles le fleuve Var à l'ouest et le fleuve Magra à l'est.
Dans l’Occident médiéval, plusieurs grands humanistes italiens parmi lesquels Flavio Biondo et Agostino Giustiniani, cultivant l’érudition historique, s’intéressent à l’histoire et à la géographie du Pays niçois. En décrivant la réalité des régions, ils veulent également reconstituer la grandeur et le passé historique de ces territoires.
Et, à la Renaissance, mais aussi aux siècles suivants, ces notions géographiques s'imposent comme la source de référence quasi incontournable auprès des plus renommés cartographes, graveurs et éditeurs européens.
En conséquence, au XVIe siècle, les grands cartographes ignorent toujours le comté de Nice. En 1665, l'éditeur amsterdamois Johannes Blaeu est un des premiers à publier dans son Atlas Maior les frontières du comté de Nice dans la Ligurie occidentale de la péninsule italienne.

### Communes
- Nice
- Villefranche-sur-Mer
- Saint-Jean-Cap-Ferrat
- Èze
- Roquebrune-Cap-Martin
- Menton
- La Trinité
- Castagniers
- Contes
- Peille
- Castellar